# Aridaria
Aridaria ist eine Pflanzengattung aus der Familie der Mittagsblumengewächse (Aizoaceae). Der botanische Name der Gattung leitet sich vom lateinischen Wort aridus für ‚trocken‘ ab und verweist auf die trockene Heimat der Pflanzen.

## Beschreibung
Die Arten der Gattung Aridaria sind niedrigwachsend oder erreichen Wuchshöhen von bis zu 1 Meter. Es sind aufrechte Sträucher mit verdickten Wurzeln. Die Internodien sind verholzt. Die Rinde enthält keine zusätzlichen Gefäßbündel. Ihre fast zylindrischen, abfallenden Laubblätter sind kreuzgegenständig angeordnet und an ihrer Basis kurz miteinander verwachsen. Ihre zentralen wasserspeichernde Zellen sind vergrößert. Die kleinen Blasenzellen sind mesomorph und stark abgeflacht.
Die Blüten bilden Zymen. Sie weisen einen Durchmesser von bis zu 40 Millimeter auf. Es sind vier Kelchblätter vorhanden. Die weißen oder auf der Innenseite leuchtend rosafarbenen, gelb, kupferfarben, rosafarben überhauchten oder außen roten Kronblätter sind mit den Kelchblättern zu einer kurzen Röhre verwachsen. Fadenförmige Staminodien fehlen, die Nektarien sind muschelförmig.
Die vierfächrigen Kapselfrüchte besitzen Klappenflügel, die sich mehrfach öffnen und schließen. Die Kapselfrüchte enthalten braune oder dunkelbraune, D-förmige oder hufeisenförmige Samen mit einer rauen Samenschale. Sie sind bis zu 1,4 Millimeter lang.

## Systematik und Verbreitung
Die Gattung Aridaria ist im Süden Namibias sowie den südafrikanischen Provinzen Ostkap, Nordkap und Westkap in der Karoo in Winter- und Sommerregengebieten verbreitet.
Die Erstbeschreibung erfolgte 1925 durch Nicholas Edward Brown. Die Gattung Aridaria gehört zur Unterfamilie Mesembryanthemoideae innerhalb der Familie der Mittagsblumengewächse. Die Typusart ist Aridaria noctiflora. Eine Revision der Gattung erfolgte 1996 durch Maike Gerbaulet.
Die Gattung umfasst folgende Arten und Unterarten:
- Aridaria brevicarpa L.Bolus
- Aridaria defoliata (Haw.) Schwantes
- Aridaria noctiflora (L.) Schwantes
  - Aridaria noctiflora subsp. noctiflora
  - Aridaria noctiflora subsp. straminea (Haw.) Gerbaulet
- Aridaria serotina L.Bolus
- Aridaria vespertina L.Bolus

## Nachweise